# Nationale Widerstandsfront von Afghanistan
Der Pandschschir-Widerstand (Selbstbezeichnung Nationale Widerstandsfront von Afghanistan, NRF oder NRFA) ist eine Allianz ehemaliger Mitglieder der sogenannten Nordallianz und weiterer Gegner der Taliban, gegründet als Reaktion auf den Vormarsch der Taliban in Afghanistan 2021. Anführer der NRF sind der afghanische Politiker und militärische Befehlshaber Ahmad Massoud sowie der Vizepräsident der Islamischen Republik Afghanistan, Amrullah Saleh. Ziel der NRF war es, eine autonome Regierung in den von ihr damals noch kontrollierten Provinzen aufzubauen.
Bismillah Mohammadi, der ehemalige Verteidigungsminister der islamischen Republik, gehört ebenfalls dem Pandschschir-Widerstand an. Es sollen sich auch Truppen des früheren Vizepräsidenten und Generals Abdul Rashid Dostum dem Widerstand angeschlossen haben.
Ausgangspunkt des Widerstands ist das Pandschschir-Tal, ein Ausläufer des Hindukusch. Das Tal war das letzte verbliebene Gebiet unter Kontrolle der Islamischen Republik Afghanistan.
Am 17. August 2021 beanspruchte Amrullah Saleh, gemäß der Verfassung Afghanistans Präsident Afghanistans zu sein, da der ehemalige Präsident Aschraf Ghani das Land verlassen habe. Am 6. September 2021 gaben die Taliban an, das Pandschschir-Tal erobert zu haben. Medienberichten zufolge flohen daraufhin die Anführer des Widerstands, Saleh und Massoud, nach Tadschikistan und Frankreich, was faktisch den Widerstand in Pandschschir beendete.

## Geschichte
Am 13. Juli 2021 berichtete The Economic Times, dass ehemalige Mitglieder der vormaligen Widerstandsgruppe namens Nationale Islamische Vereinigte Front zur Rettung Afghanistans sich zusammenschließen würden, um gegen die Taliban zu kämpfen. Am 28. Juli 2021 berichtete The Washington Post, dass diese Gruppen sich unter dem Namen „Widerstand II“ formieren würden. Nach der Eroberung Kabuls durch die Taliban wurde berichtet, dass eine große Zahl an Taliban-Gegnern unter der Führung von Vizepräsident Amrullah Saleh sich im Pandschschir-Tal zusammenfinden würde, dem einzigen Gebiet, das zu dieser Zeit nicht durch die Taliban kontrolliert wurde. Ziel sei es, eine neue Widerstandsgruppe aufzubauen.
Am 17. August gab es Berichte, nach denen sich Flüchtlinge dem Widerstand angeschlossen hätten. Zudem seien ehemalige Angehörige der afghanischen Armee eingetroffen und hätten sich dem Widerstand ebenso angeschlossen. Diese hätten Panzer und weitere Fahrzeuge mit sich geführt.
Am 18. August veröffentlichte die Washington Post einen Artikel von Massoud, in dem dieser die internationale Staatengemeinschaft um Unterstützung des Widerstands in Pandschschir bat. Weiterhin schrieb er, dass die Milizen unter seinem Kommando kampfbereit seien und über größere Vorräte an Munition und Waffen verfügten. Dennoch sei eine Unterstützung von außen unabdingbar, besonders angesichts der Einkesselung Pandschschirs durch die Taliban.
In einem Bericht vom 19. August wurde die Mannstärke auf 10.000 geschätzt. Wenige Tage später gaben die Taliban an, mehrere Hundert Kämpfer seien auf dem Weg in das Tal, um den Widerstand zu brechen. Am 23. August berichteten Medien über Kämpfe an den Zugängen zu der Region.
Am 28. August veröffentlichte der Spiegel einen dreiseitigen Brief, der von Amrullah Saleh digital an eine Reporterin des Spiegels gesendet wurde. Darin übt er Kritik am Abkommen von Doha und der US-Regierung.
Im August traten Unterhändler der Taliban in Verhandlungen mit der Führung des Pandschschir-Widerstands. Nach Angaben der Widerstandskämpfer wurden Ende August die ersten Angriffe der Taliban zurückgeschlagen.
Am 3. September 2021 erklärten die Taliban das Pandschir-Tal für erobert. Dies wurde von Amrullah Saleh dementiert.
Am 6. September hissten die Taliban ihre Flagge vor dem Gouverneurspalast der Provinz Pandschir in Bazarak und wiederholten ihre Behauptung vom 3. September. Die NRF hatte zuvor einen Waffenstillstand vorgeschlagen. Ahmad Massud gab über Twitter bekannt, dass er in Sicherheit sei, und rief zu einer nationalen Revolte auf. Die NRF teilte mit, dass die Taliban nicht stark genug seien, den Widerstand zu brechen und dass die NRF nicht gegen die Taliban, sondern gegen die pakistanische Armee kämpft. Der Widerstand behauptete, dass pakistanische Kampfflugzeuge und Drohnen im Pandschir-Tal eingesetzt wurden. Der Pressesprecher der Taliban in Kabul erklärte, dass der Krieg beendet sei. Laut Medienberichten flohen Saleh und Massoud nach Tadschikistan.
Nach Angaben des Sohnes von Amrullah Saleh erschossen die Taliban den Bruder von Amrullah, als sie diesen bei einer Fahrzeugkontrolle im September 2021 identifizierten.
Im Juni 2022 konnte der Widerstand im Pandschirtal einen Helikopter der Taliban vom Typ MI-17 abschießen. Fünf Crew-Mitglieder wurden gefangen genommen und zwei weitere Taliban getötet.
Im Oktober 2022 beherrschte die NRF nach eigenen Angaben Teile des Distrikts Schekai in der Provinz Badachschan im Nordosten des Landes an der Grenze zu Tadschikistan. Ein regionaler Taliban-Sprecher bestätige die Gefangennahme des Distriktsgouverneurs und weiterer Taliban-Kämpfer.

## Reaktionen
Der russische Botschafter in Afghanistan, Dmitri Schirnow, nannte den Widerstand „dem Untergang geweiht“, militärisch habe das Bündnis keine Chance. Schirnow sagte, Salehs Selbstproklamation zum Übergangspräsidenten sei verfassungswidrig. Er selbst wolle Gespräche zwischen den Taliban und den NRF vermitteln.